# A la catalana

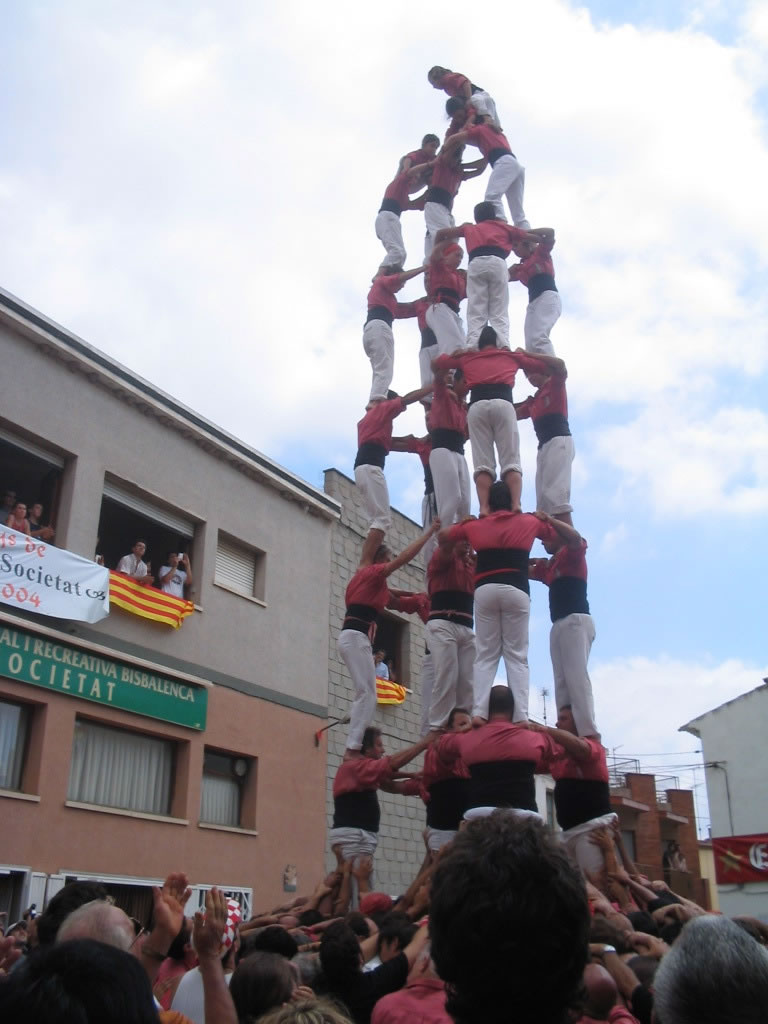
5 de 8 de la Colla Vella dels Xiquets de Valls.

L'expressió “a la catalana” és la versió resumida de “a la manera catalana”, tracta temes heterogenis referents a Catalunya. S'aplica a diversos conceptes que poden anar des de receptes de cuina fins a entitats socials o polítiques, passant per les armes medievals o l'organització d'una galera medieval.

## Humor en el sentit més ampli

### Enveja moderada
- " En el fondo de un barranco/ canta un negro con afán/ ay madre, quien fuera blanco/ aunque fuera catalán".[3]

### Pam i pipa
Malgrat que el gest no té nom propi en castellà, a alguns països com l'Argentina o l'Uruguai l'anomenen “pito catalán”, com a fruit d'exportació cultural d'aquest «gest típic català» donat per immigrants catalans a aquests països.

## Venjança Catalana
Tot i el que puguin dir altres articles, la venjança catalana dels almogàvers cal reduir-la a dos fets puntuals:
- l'extermini de tots els habitants de Rodostó, ciutat que havia protagonitzat l'assassinat a traïció de Roger de Flor i els seus companys
- la persecució i carnatge dels alans que havien executat la traïció

Sense ignorar els probables abusos dels exèrcits conqueridors de l'època, els almogàvers no podien matar indiscriminadament a la gent que els donava de menjar. N'hi havia prou amb tenir-los sotmesos i atemorits amb l'escarment fet a Rodostó.
| «                            | …e tots estaven richs e basts, que res no sembravem ne llauravem, ne cavavem vinya, ne podavem, e si culliem cascú any aytant vi com soliem, e aytant forment com civada. Així que cinc anys vixquem de renadiu… | » |
| — Crònica de Ramon Muntaner. | |   |

## Aforismes
Els termes Catalunya, catalana i català (en llengües i grafies diverses) figuren alguns refranys derivats d'accions puntuals o de sentiments generalitzats per part d'un sector significatiu d'una determinada població. Els aforismes o les frases lapidàries poden ser encertades o desencertades, veritables o falses, permanents en el temps o efímeres. El fet és que moltes dites famoses sovint són esgrimides de forma literal, sense tenir en compte el seu significat autèntic ni el veritable abast temporal original. A continuació una petita mostra dels aforismes esmentats.

### Justícia
- En un refranyer toscà es recull "Giustizia catalana".,[8] indicant una "justícia" molt rigurosa, arbitrària o del tot injusta.[9][10]

| «                              | “La giustizia catalana mangia la pecora e la lana”. Proverbio nato nei tempi del governo spagnuolo. | » |
| — Racolta di proverbi toscani. | |   |

### Venjança
També sobre la venjança temible dels catalans hi ha frases de diferents regions pertanyents a l'actual Itàlia, que tenien un status polític diferent quan es va originar la frase.“Che ti raggiunga la vendetta dei catalani”.

### Llengua parlada
És notòria la frase de Jeroni Pujades: "Puix parla català, Déu li'n do glòria".

### Laboriositat i tenacitat catalanes
Una frase laudatòria i relativament coneguda exagera la capacitat dels catalans de treure fruit de terres molt pobres: "Los catalanes de las piedras sacan panes".
L'origen d'aquesta dita diuen que fou un poema de Francisco Gregorio de Salas.

## Aspectes legals

### Cònsols iConsolats catalans
- El tema dels consolats comercials catalans ha estat molt estudiat i pot consultar-se en l'article principal. Hi ha un tractat però, menys conegut -i en certa manera insòlit- que demostra una associació francesa-catalana sobre el consolat d'Alexandria el 1528.[16] En molts apartats del tractat només s'esmenten els catalans, i són catalans els “funcionaris” encarregats de controlar les mercaderies. Una lectura atenta hauria de demostrar que els mercaders francesos foren acollits sota el Consolat de catalans d'Alexandria.

## Música

### Guitarra
Algunes veus apunten que la guitarra va néixer a Catalunya. Per exemple, el 1487, el teòric musical flamenc Johannes Tinctoris va dir: “[…] aquest instrument inventat pels catalans que uns anomenen guitarra i altres, guiterna”. Tot i que l'instrument que descrivia s'assemblava més a un llaüt petit o a una guitarra morisca, que no pas a la guitarra que coneixem avui.

### Violins,Lutiersi la famíliaAmati
Segons algunes proves sembla versemblant que el fundador de la dinastia Amati era català i es deia Amat.

### Cordes catalanes
Hi ha referències molt antigues dels corders de viola mallorquins i catalans. A València també n'hi havia, sens dubte. Cordes elaborades a partir de budells de xai i pèl de cuca. Malgrat que pugui semblar un producte senzill la fabricació de cordes musicals de materials orgànics implica una tecnologia molt sofisticada. La denominació anglesa de "catlins" (catalanes), es relaciona amb les cordes de llaüt més gruixudes, les més difícils de produir. L'exportació de cordes musicals fou molt important.

## Literatura
Tot i que l'article principal ofereix una bona mostra del tema, no és inútil recordar els millors elogis i les pitjors qualificacions de dos escriptors en castellà.

### Miguel de Cervantes Saavedra
- "...así me pasé de claro a Barcelona, archivo de la cortesía, albergue de los extrangeros, hospital de los pobres, patria de los valientes, venganza de los ofendidos, y correspondencia grata de firmes amistades, y en sitio y en belleza única".[23]

- "Los corteses catalanes, gente enojada, terrible; pacífica, suave; gente que con facilidad da la vida por la honra, y por defenderlas entrambas se adelantan a si mismos, que es como adelantarse a todas las naciones del mundo".[24]

### Francisco de Quevedo
Pel seu paper de fidel del comte d'Olivares, Quevedo va prendre clarament posicions contra la política catalana de la seva època, sobretot al final de la seva vida. Així alguns autors i crítics han considerat que era anticatalanista, arran de frases com: En tanto que en Cataluña quedase algun solo catalán, y piedras en los campos desiertos, hemos de tener enemigo y guerra.. Per la seva defensa alguns altres argumenten que aquesta frase pertany a la seva darrera obra, La rebelión de Barcelona ni es por el güevo ni es por el fuero, que va escriure des de la presó per complaure Felipe IV i el Comte Duc d'Olivares, a fi d'adular-los i que l'alliberessin.
- Una altra frase exemplar contra els catalans: “Son los catalanes el ladrón de tres manos, que para robar en las iglesias, hincado de rodillas, juntaba con la izquierda otra de palo, y en tanto que viéndole puestas las dos manos, le juzgaban devoto, robaba con la derecha”.[26]
- La rebelión de Barcelona ni es por el güevo ni es por el fuero. 1641, pamflet contra la revolta catalana de 1640: Son los catalanes aborto monstruoso de la política. Libres con señor; por esto el Conde de Barcelona no es dignidad, sino vocablo y voz desnuda. Tienen príncipe como el cuerpo alma para vivir; y como éste alega contra la razón apetitos y vicios, aquellos contra la razón de su señor..."[27]

## Ramaderia
- Ruc català.[28]
- "Catalan donkey"-[29]

- Guarà català
  - "Catalonian jack".[30][31]

## Productes vegetals industrials
- Suro.
  - "Catalan cork".[32]
- Barrella[cal citació]
- Arrel de bruc[cal citació]
- Cànem[cal citació]
- Espart[cal citació]
- Lli[cal citació]

## Cuina i gastronomia

### Begudes
- Aiguardent

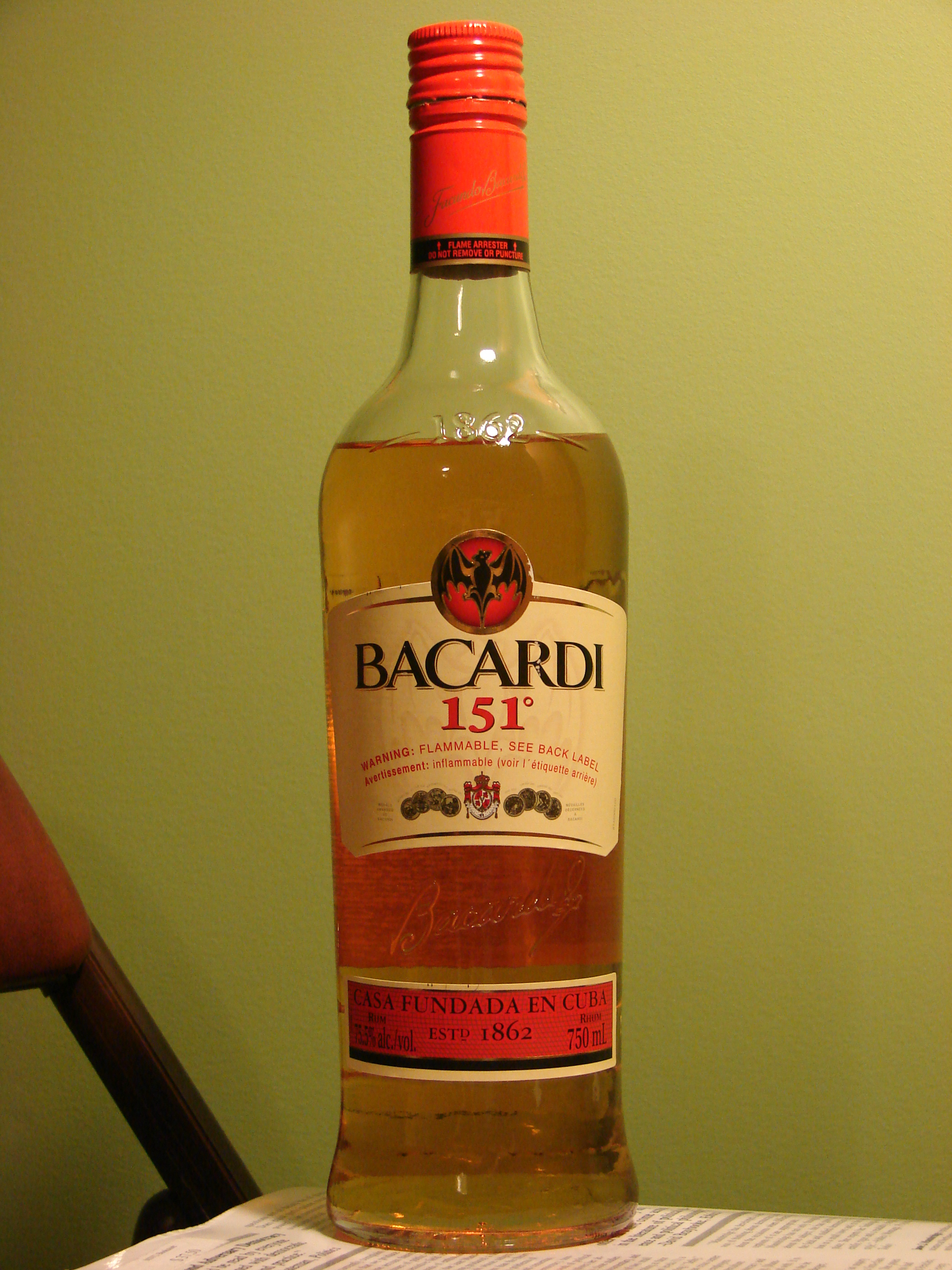
Ampolla de rom Bacardí.

  - Aiguardent català al "salvatge oest"
    - L'escriptor de novel·les d'aventures Thomas Mayne Reid, esmenta en diverses obres l'aiguardent català: "...Fortunately, I carried with me a flask of Catalan brandy..." ("...Per sort portava un flascó d'aiguardent català...".[33][34][35][36] Reid indica, en una ocasió, el color d'aquell aiguardent: “...golden Catalan...”.[37]

  - A Mèxic.
    - Un escriptor francès, Gabriel Ferry, en una obra de ficció que recull set anys d'estada a Mèxic, parla del “Catalonian refino” i d'un coltell català: “The American was just finishing a bottle of Catalonian refino while the Mexican slowly sipped some iced tamarind water...”... “... The banker had on the table by him a Catalonian knife, with an edge as keen as a razor...”.[38] El terme "refino" indica la varietat més refinada d'aiguardent. I, l'esment d'un ganivet fabricat a Catalunya, suposa un nivell d'exportacions a Mèxic d'eines de tall catalanes important o una fama reconeguda.

  - En llibres de cuina mexicans, l'aiguardent de referència és català.[39][40][41] Amb alguna recepta amb aiguardent de Castella. També hi ha llibres "històrics" que parlen del "catalán refino".[42]

- Vichy Catalan

### Begudes fredes
- Francesc Franco de Xàtiva
- Francesc Micó

### Embotits
- Botifarra catalana, varietat de botifarra, en determinats contextos anomenada simplement catalana.

### Productes vegetals
Els productes vegetals que inclouen termes geogràfics -concrets o genèrics- relacionats amb els Països Catalans són molt nombrosos. També són nombrosos els productes que, sense cap referència geografica directa en la denominació, són originaris del territori esmentat i que impliquen un reconeixement indirecte (per exemple: les olives arbequines, les ametlles llarguetes o marcones, el raïm Macabeu…etc).
A continuació s'ofereix una llista de productes vegetals comestibles.
- Safrà. El seu conreu a Catalunya i l'exportació foren molt importants en època medieval.[43][44]
  - "Zafferano catalano".[45]
  - "Catalan saffron".[46]
- Raïm
  - "Catalanu".[47]
- Prunes
  - pruna catalana toscana verda
  - pruna catalana groga
    - "susina catalana"[48]

  - pruna catalana violada

### Receptes de cuina en obres estrangeres antigues[49]
- "Mangiar bianco alla catalana".[50]
- "Cibarium album catellionicum".[51]
- 1592. "Pollastri allà cathelana".[52]
- 1846.[53]
- 1878. Perdrix a la catalane.[54]
- Crema catalana.[55]
- "Formaggio allà catalana".[56]
- "Mirausto allà catalana".[57]
- "Zucche alla catelana".[58]
- "Brogne catelane".[59]
- Fideus.[60]
- Macarrons.
  - "Macheroni ala catelana".[61]

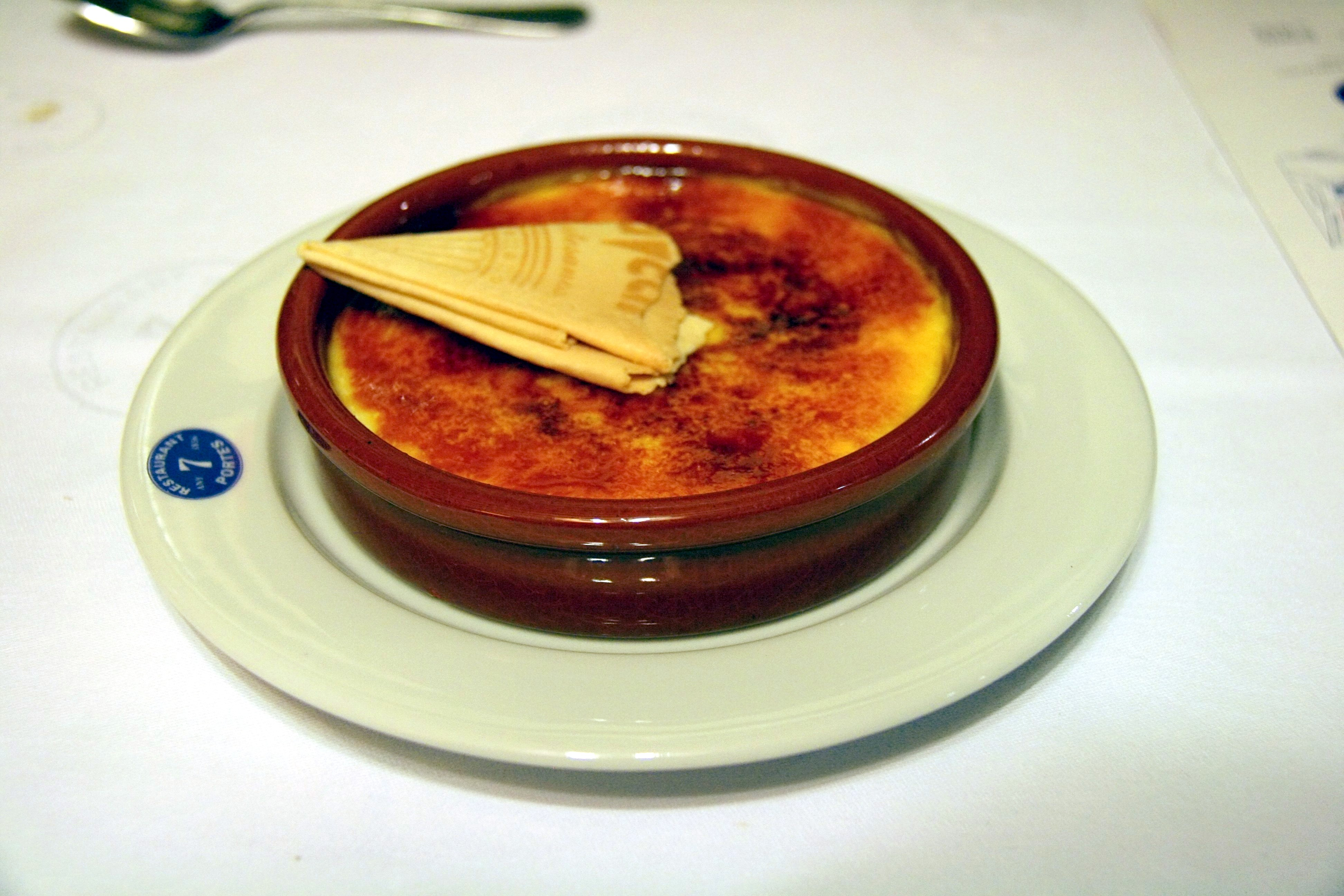
Crema cremada. Crema catalana.

  - Menjar blanc. 1560: "Mangiar bianco ala catelana".[62]
- 1596. Giovanne de Rosselli. Epulario, il quale tratta del modo del cucinare ogni sorte di carne, uccelli ... Et di piu insegna far sapori, torte, pastelli...[63]
  - Parla de diverses receptes "a la catalana".
    - "Per cuocere starne al modo catelano".[64]

## Tèxtil
La confecció dels teixits és un tema molt extens i relacionat amb altres temes significatius. Qualsevol exposició només és un esborrany resumit. El resum podria començar a la Tarraconense en època romana. Plini el Vell parlava de la qualitat local dels teixits de lli. Una passada ràpida parlant de les robes de llana, de seda, de fil, de cotó, de cànem i d'espart dels temps anteriors a la Revolució Industrial a Catalunya exigiria esmentar dotzenes de termes i dedicar molt d'espai per a explicar-los una mica. Des d'aquell període, exposar breument la indústria tèxtil consolidada (amb fàbriques, telers mecànics i obrers) tampoc no seria gens fàcil.
En aquest apartat es presenten únicament alguns exemple puntuals, recollits de forma aleatòria.

### Exemples
- 1490.Leonardo da Vinci posseïa "un catelano rosato" (Leonardo da Vinci: Codex madrid II, foli 4 verso, llistat de roba "in cassa al munistero").[66][67][68]

- Catalana (prenda de vestir)
  - "Catelano"?[69][70]
- Flassada catalana.[71]
  - "Castaloine"[72]
  - "Casteloigne"
  - "...una coperta di Catalogna finíssima...".[73]
- Barretina.
  - Bonnet catalan.[74]
    - "Red-capped and red-girdled Catalan fishermen".[75]

  - Catalonian bonnet.[76]
  - Cappello catalano.[77][78]

- 1850."Mante Catalane, en una revista de modes.[79]
- 1866. "Catalan", mena de barret en una revista de modes.[80]
- "Catalogne".[81][82][83][84][85][86]
- "Saya catalana".[87]
- Cotonia

### El cordill català en una novel·la de Hemingway
En l'obra "El vell i el mar", Ernest Miller Hemingway parla del "...bon cordill català...". La cita elogia, de forma implícita, la indústria catalana dels corders i cordillers. També indica l'ús del cordill com a llinya a l'illa de Cuba.

## Farmàcia
- 1565. Herba escurçonera contra picades d'escurçó.[89]
- 1686. Pharmacopoea cathalana siue Antidotarium barcinonense restitutum et reformatum.[90]

## Tecnologia
- Farga catalana
- Terrat a la catalana
- Volta catalana
- 1872. Pasta mineral catalana per a esmolar navalles d'afaitar.[91]
- 1875. Descripció i estudi de fargues catalanes.[92]
- Paper.
  - "Papier catalan" (1840).[93]

## Arquitectura, edificis, entitats localitzades

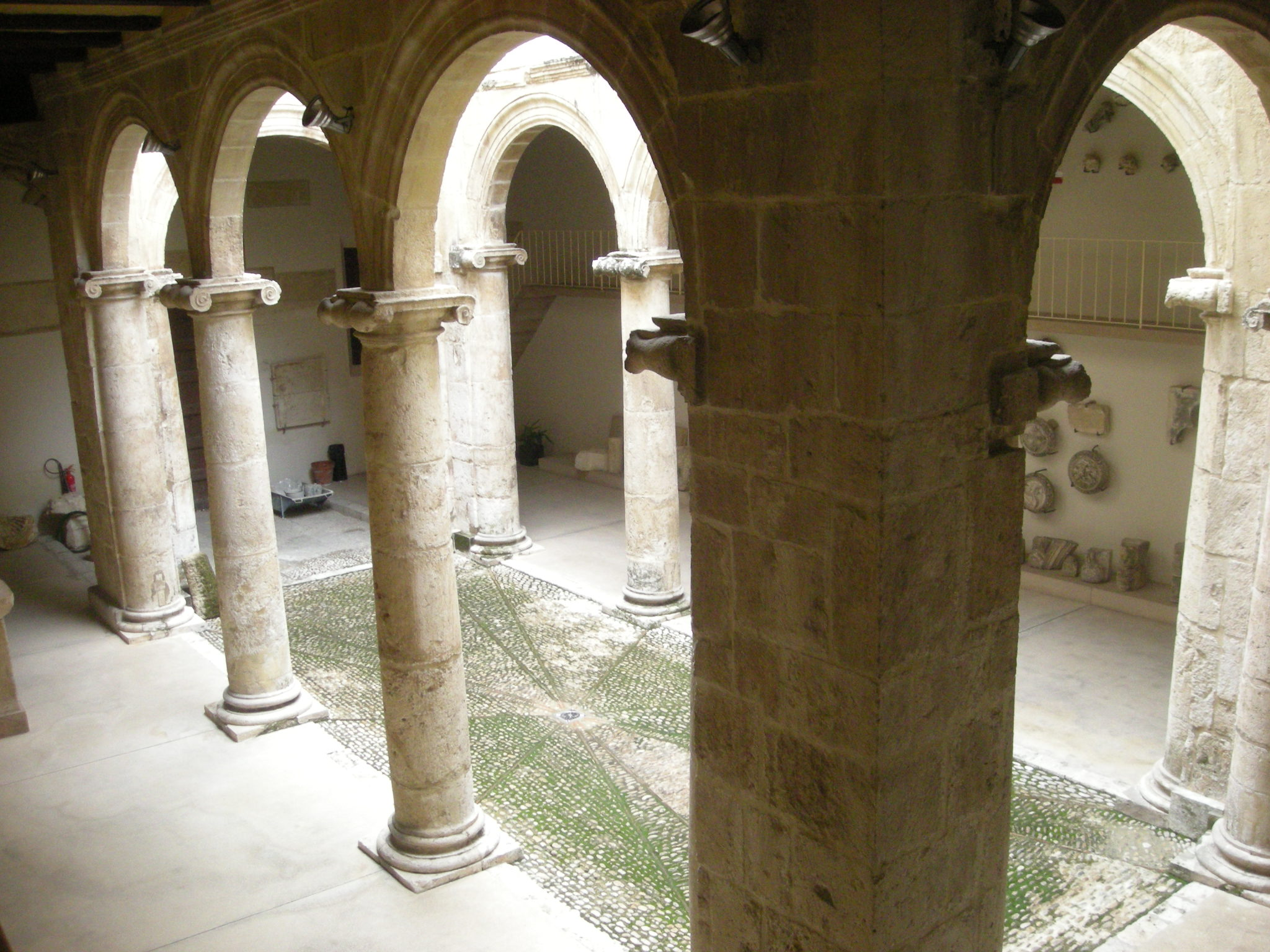
Pati de l'Almodí de Xàtiva.

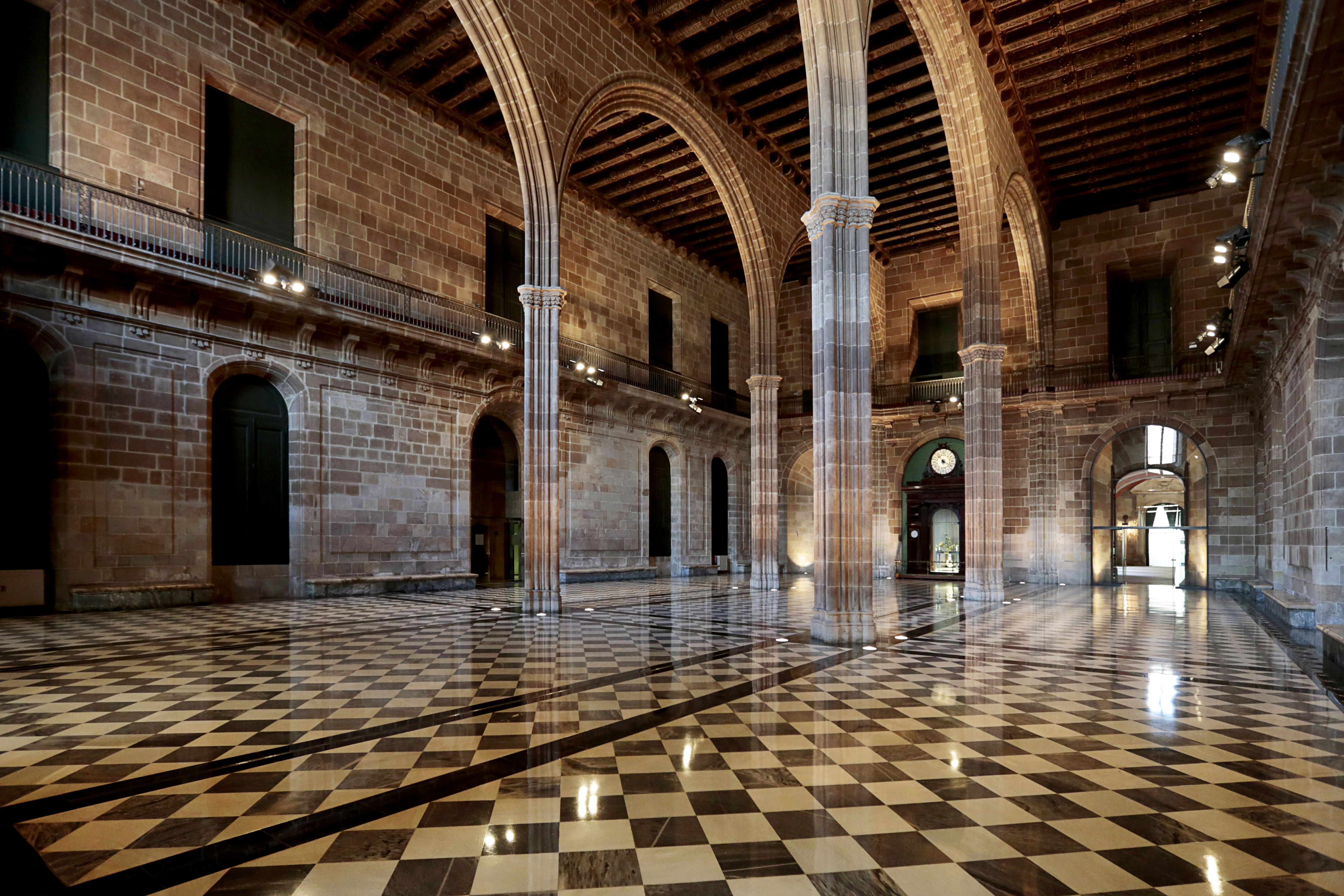
Sala de contractacions de la Llotja de Mar.

### Alfòndecs

#### Alfòndec d'Alexandria
- 1480-1484. Fèlix Fabri, un dominic nascut a Zúric, feu dues peregrinacions a Terra Santa i escrigué una crònica dels seus viatges. A Alexandria s'hostatjava a l'alfòndec dels catalans. En aquella època no hi havia a l'edifici ni mercaders ni mercaderies. Però funcionava com a hostal i mantenia la capella en servei. Els alfòndecs dels genovesos i venecians funcionaven de forma activa.[94]
  - La descripció de Fabri és curta però significativa. L'alfòndec era semblant a un convent, amb un “claustre” molt gran envoltat de magatzems (botigues,[95] en el sentit de magatzem,[96] segons una altra referència) a peu pla i cambres en el primer pis.

| «                                                                       | Ad fonticum etiam Januensium venimus et valde pretiosam et magnam capellam ibi invenimus, in qua Deum laudavimus. Post illa in domum et fonticum Cataloniorum, ubi nostrum erat hospitium, ingressi etiam capellam visitavimus, et finem processioni illi fecimus et ad prandium sumendum accessimus...Convertimus ergo nos primo ad considerandum merces et dispositionem fontici nostri Cataloniorum, sed illo tempore nec merces nec mercatores ibi erant, nisi pauci. Est tamen fonticus curia grandis, cum multis habitaculis per circuitum, sicut monasterium. | » |
| — Fratris Felicis Fabri Evagatorium in Terræ Sanctæ, Arabiæ et Egypti . | |   |

- 1489. L'alfòndec català seguia funcionant com a hostal: “Furono poi licenziati, e con certi Fiorentini che avevano Mercanzie se ne andarono al Fondaco dei Catelani, ove furono molto bene accolti. I Veneziani, i Genovesi, e gli Anconetani similmente avevano in Alessandria i loro Fondachi, e i loro ...”[97]

- 1528. Tractat de comerç entre Solimà I el Magnífic i els cònsols de catalans i francesos.[98]

#### Llotja o alfòndec dels catalans a Palerm

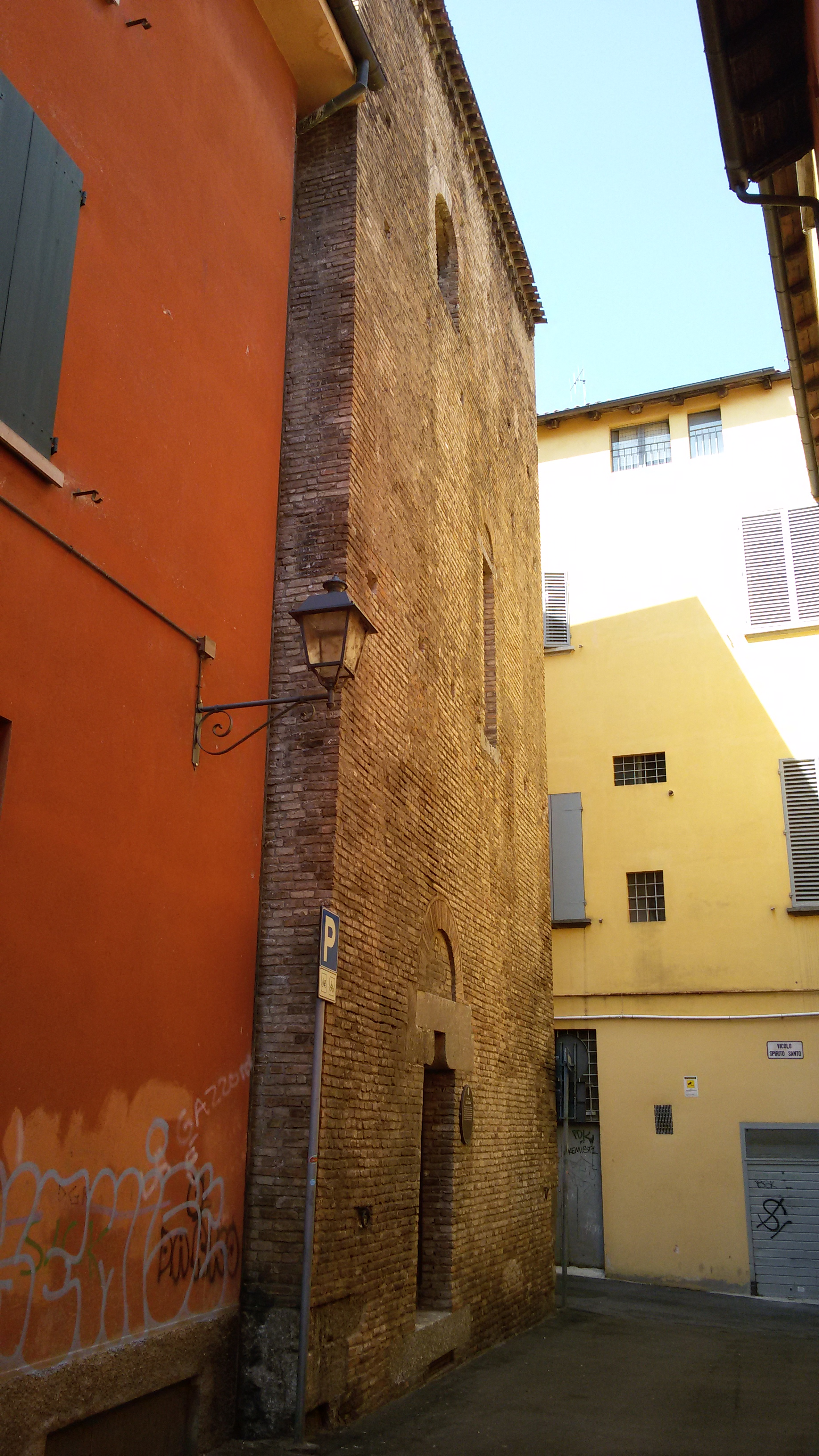
Torre dei Catalani a Bolonya.

| «                                                            | Da man sinistra vi è la Loggia della nazione catalana. Questa è una grandissima stanza, serrata con quattro gran grade di ferro, che serrano quattro archi voltati sopra colonne di marmo ed eminenti. Vì si ascende per quattro scalini, d'onde si signoreggia la Loggia dei Genovesi. È coperta, e vi è dentro un cortile con sedile ed alberi di naranzi, ed una fonte di marmo. Quivi tengono i signori Catalani molte sedie, per sedere essi ed altri negozianti, con decoro di detta nazione. | » |
| — STORIA DEI BANCHI DELLA SICILIA. VITO CUSUMANO. Roma 1887. | |   |

### Torre dei Catelani
Aquest edifici de Bolonya era d'una família Catalani.

### Església de Santa Eulàlia dels Catalansa Palerm
En documents oficials era anomenada "Chiesa di Santa Eulalia della nazione Catalana".

### Sanlúcar de Barrameda
L'any 1340 hi havia un centre comercial català. Probablement amb un responsable (cònsol) i un conjunt d'edificis comercials (alfòndec, hostal…). Parlant de Jaume Fredera, el document diu: “ ...habitatore de Sent luqar de berramida, que ospes(sic) est dicti loci Catalanorum”.

## Noms geogràfics, de carrers i de places
- Catalan Bay a Gibraltar.
- Via Catalana a Roma.[106]
- Rua Catalana a Nàpols.[107]
- Rue des Catalans a La Ciotat
- Anse des Catalans a Marsella.[108]
- Miami. Catalonia Avenue.[109]

## Justes i torneigs medievals
- Pere el Gran a Palerm en una obra de Boccaccio.[110]

- "Armeggiare alla catalana", en el sentit d'un deport de luxe.[111]

### Llances de justes de Barcelona
Per a unes justes "d'estaferm", organitzades a Valladolid l'any 1606, s'importaren llances de Barcelona.
| «                                                                      | Más de dos meses duraron los ensayos para la fiesta del estafermo y el aderezar y aparejar lo necesario; habiendo enviado á Barcelona por lanzas, en razón de hacerse allí mejores que en ninguna otra parte. | » |
| — Noticia de un precioso códice de la Biblioteca Columbina. Pàgina 31. | |   |

## Galeres
La designació genèrica moderna "galeres de la Corona d'Aragó" és inexacta i poc descriptiva de la realitat medieval. Fins a Ferran el Catòlic, les galeres de la Corona d'Aragó eren catalanes, valencianes o mallorquines. Sovint eren propietat de les institucions locals (Generalitat, municipis...). A vegades eren de propietaris particulars. Es posaven al servei del rei, però aquest no n'era el propietari.
Durant una època prou llarga la fama de les galeres catalanes fou reconeguda per molts.
- Benedetto Cotrugli.[113]

| «                                     | Galea vogia III hommini per bancho ogi, et have XXVIII et XXVIIII banchi. Le fuste vogano dui remi per bancho, et queste sonno de più qualitate de longeçe, ad beneplacitum XII, XVI, XX, XXIIII etc... Et realmente quisto modo de galee ando aptissimamente la nation Catallana et sondo aptissimi allo governo de quelle, perché le altre nationi armano solamente alli bisogni, et li Catalani al continuo fando lo misterio, et ciascheduno ne sa in parte et li Catallani in totum. | » |
| — De navigatione. Benedetto Cotrugli. | |   |

- Martí de Viciana.[114]

| «                                                                                            | Y assí hallamos que, en galeras, los catalanes han hecho más cosas buenas que ningunas otras nasciones, por donde resulta el refrán: “Que si en galera se haze cosa buena, el capitán á de ser catalán”. | » |
| — Martí de Viciana: Libro tercero de la Crónica de la ínclita y coronada ciudad de Valencia. | |   |

## Armes

### Llances
- 1310-1312. Segons la Crònica de Dino Compagni, Messer Corso Donati, (cap dels güelfs negres de Florència) va morir d'una estocada de llança catalana a la gola (“il quale la seconda volta li diè d'una lancia catelanesca nella gola...”).[115][116]

- 1378-85.”Di che uno con una lancia catalana, sopraggiungnendolo gli diè per la gola, e subito morì.”

#### "Lanciata catalana"
Cop de llança mortal.

### Dards
- Dard català.
  - El dard fou l'arma més important dels almogàvers. En portaven un parell i els llançaven amb força i precisió.
  - "Dardo catellano".[119]

### Armes blanques
- "Coltell cathalanesc ".
- "Cathelana"
- "Couteau catalan"
- "Coltello catalano"[120]
- Espases als Presidios de l'Alta Califòrnia.
  - 1781-1782. Per a l'armament del Presidio de Santa Bárbara (Califòrnia) es desestimen les espases de Toledo i es demanen espases alemanyes, valencianes o de Barcelona, més adequades per a tasques militars.[121] Segons informe de Felipe de Neve (traduït a l'anglès per Richard S. Whitehead):”... Uniforms are in deplorable shape due to the fact that supply ships have not arrived. Much of the equipment is defective. Safeties on the pistols are inoperative and swords of Toledo steel are tempered so high that they could break into pieces if used carelessly”. (Traducció: “Les espases de Toledo están tan trempades que poden trencar-se a trossos si s'usen descuradament”).[122]

#### "Stoccatta catalana"
Estocada mortal. Vegeu Miquelot de Prades.

### Armes de foc
- 1675. “Gispeliers” francesos, armats amb carrabines inspirades en les de “xispa” catalanes. Sébastien Le Prestre de Vauban insistia que les "gispes" catalanes eren millors que els fusells de l'època.[124][125]
- 1678. Elogi de les “gispes” catalanes.[126]

| «                                                                                          | “... m'envoyerent dire qu'ils voyoient un homme dans le grand chemin de Barcelonne à Gironne, qui avoit la mine d'estre quelque chose, & à qui l'on voyoit une gispe sur l'épaule, qui est une espece de fusil, mais beaucoup meilleur & plus juste.”. …m'enviaren a dir que veien un home al camí ral de Barcelona a Girona, que tenia tota la pinta de ser algú important, i que duia una “xispa” penjada a l'espatlla, que és una mena de fusell, però millor i més precís… | » |
| — Relation de ce qui s'est passe en Catalogne. -Paris, G. Quinet 1678 Per..... de Caissel. | |   |

- 1725. Alexander Pope en una nota sobre la seva edició del drama Otel·lo escrigué: “The finest arms in the world, the Catalonian Fusees (els fusells catalans)”.[127]
- Lord Byron: “The unerring rifle of the Catalan...”[128]

- 1789. Definició del terme “escopeta” en un diccionari en portuguès: “Escopeta : Espingarda usada dos miqueletes atiradores mui certeiros, das montanhas de Catalunha”.[129] Vegeu Pany de Miquelet.

### Granades
- Magrana de pólvora (1433). L'estol d'Alfons el Magnànim que salpà cap a Sicília, va carregar a Barcelona moltes “magranes de mà” primitives (200.000 unitats!!).[130][131][132][133]

| «                                                                        | “...Encara portava .CC. mília magranes de coure plenes pólvora, e com hi metien foch fien gran remor, e, com se trenquaven los troços, fien tant de mal que metien per terra a quants toquaven...”. | » |
| — Melcior Miralles: Crònica i dietari del capellà d'Alfons el Magnànim . | |   |

- Magranes de vidre en el setge de Tarragona (1811), foren llançades contra els francesos moltes granades de vidre negre fabricades a Mataró: uns quants milers. Eren més efectives i temibles que les de ferro.[134][135]

## Vela i navegació

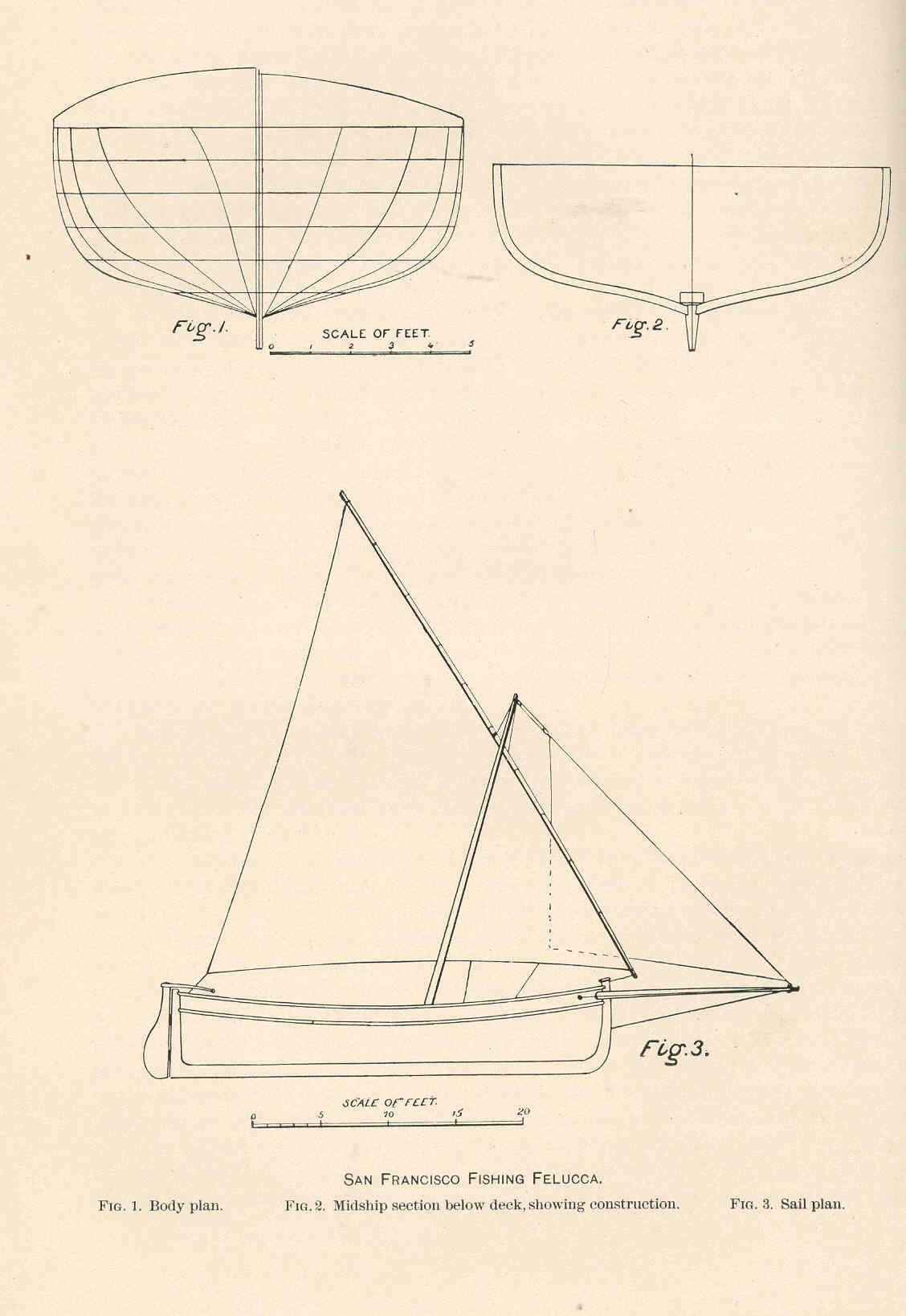
”Falucca” de pesca de San Francisco. Amb "Catalan rig" o "Catalan sail".

- Contoval. En aquest article es parla de les ordinacions que limitaven la càrrega dels vaixells. Per motius de seguretat les limitacions es referien a unes marques ben visibles que permetessin el control des de l'exterior. Encara actualment, a Venècia anomenen "catèlanes" dues ratlles blanques pintades a les bandes d'una barca.
- Barca catalana.[136][137]

La llibertat de comerciar sense traves especials amb Amèrica va permetre una expansió molt important de la marina mercant catalana. Segons Laborde (1827) hi havia catalans i barques catalanes en molts indrets del món. I no eren rars els viatges d'aquelles barques cap a Amèrica. Les barques catalanes podien ser contemplades i comparades amb altres embarcacions semblants o diferents. Velocitat, solidesa, qualitats marineres… I molts testimonis foren favorables a les embarcacions catalanes i als pilots catalans.
- A la vila de Masnou, entre una població d'uns 4000 habitants, hi havia 800 capitans de vaixell.
- Segons testimoni de Joseph Tastu, un pilot català de 14 anys (un pràctic) es disposava a fer el seu tercer viatge a l'Havana en una tartana.[141]

- Falutxos elàstics d'Arenys.[142]
- 1932. Patí de vela o Patí Català.[143]

## Carros i carruatges
- 1810. Anunci de la venda d'un carro cobert català en un diari de Madrid.[144]
- 1818. "Carro catalán"[145]
- 1848. "Carro catalán" adoptat per l'exèrcit espanyol.[146]

### Diligènciesals Països Catalans
Les primeres diligències dels Països Catalans apareixen el 1815 per a comunicar Reus i Barcelona, a iniciativa del comerciant Josep Brunet. El 1840 es fundà la Societat de Diligències i Missatgers de Catalunya. Realitzaven el servei de transport de persones i del correu. El cotxe tenia una capacitat de vuit persones. Malgrat la competència del ferrocarril, les diligències continuaren el seu camí durant tot el segle xix realitzant les rutes per on no passava el tren. Cal tenir en compte que la primera línia de ferrocarril que s'instal·là als Països Catalans fou el 1848 per unir Barcelona i Mataró.
- 1818.[149]

| «                                                                         | “ El establecimiento de diligencias y mensagerias de Cataluña principió en Barcelona en 16 de junio de 1818, fundando una compañía de Catalanes, en virtud de real permiso de 5 de abril anterior, una diligencia dos veces por semana de ida y vuelta de Valencia; y en julio del mismo año le fue confiada la conducción de la correspondencia pública. En octubre de 1819 empezó á admitir asientos para continuar desde Valencia á Madrid, con la diligencia que empezó á corres en aquel trecho. A principios del año 1819, la compañía estableció carruages de carguío llamados mensagerias de la diligencia, para el trasporte de géneros y viajeros desde Barcelona a Valencia y více-versa”. | » |
| — Diccionario geográfico-estadístico-histórico de España. Pascual Madoz . | |   |